# Château d'Aguesseau
Le château d'Aguesseau est un demeure qui se dresse sur le territoire de la commune française de Trouville-sur-Mer dans le département du Calvados, en région Normandie. L'édifice est partiellement inscrit au titre des monuments historiques.

## Localisation
Le château est bâti sur une terrasse, dominant la vallée de la Touques, dans la grande côte qui mène à Saint-Gatien, à la sortie de Trouville,  dans le département français du Calvados.

## Historique
Le château actuel succède au « manoir sieural de trouville-sur-Mer » possession avec la terre de trouville de la famille de Nollent.
Il est probablement construit au début du XVIIe siècle par Robert de Nollent, fils d'Élie de Nollent, seigneur de Trouville, et de Jehanne d'Harcourt.
En 1698, Marie Madeleine Angélique de Nollent, qui a hérité du domaine, épousa Jean de Nollent, marquis d'Hébertot, un lointain cousin. C'est leur fille, Françoise Marthe Angélique de Nollent (1704-1785) qui le fit passer à la famille Daguesseau, à la suite de son mariage en 1729 avec Henri François Daguesseau (1698-1764), fils ainé du chancelier de France Henri François d'Aguesseau (1668-1751). C'est à partir de ce moment que le château prit le nom d'Aguesseau. Les Nollent le conserveront jusqu'à la Révolution. En 1791, Nicolas Jacques de Nollent vend le domaine qui est divisé, et le château passera  entre huit mains différentes. Il est alors acquis par  Adélaïde Pimbert, fille de Louis Pimbert, maire de Trouville, et épouse Guettier qui deviendra également maire en 1830.
Après le décès de celle-ci, en 1828, il est revendu en 1836 lors de sa succession et c'est le comte Nicolas Guy du Val d'Angoville qui en devient propriétaire.
En 1841, le ministre des affaires étrangères François Guizot passant les vacances en famille au château, on l'appelle alors « villa Guizot ».
Il devient ensuite propriété de M. Vallée, qui le cède en 1851 à M. de Varin. Celui-ci le revend rapidement au 3e prince Lucien Murat (1803-1878) qui ne le conserve que de 1853 à 1857. Le prince fait construire des écuries ainsi que les deux ailes en prolongement afin d'agrandir le château.
Le château avec ses 12 hectares devient ensuite la propriété d'Hippolyte Guillaume Biesta, 1er directeur du comptoir national d'escompte, qui l'achète en juin 1857 pour la somme de 168 000 francs.
Puis c'est la fille unique du 1er mariage de madame Fanny Biesta, née Tixier (1829-1901), veuve d'Auguste Monrival, qui en hérite ensuite, puis le fils de cette dernière en 1901. Ce dernier, Georges Philippes de Kerhallet (1851-1911), né du 1er mariage de Fanny Biesta avec Charles Marie Philippes de Kerhallet, le vend en 1922 à Georges du Mesnil (1856-1932). Le château reviendra à sa fille, la baronne Léonce de Curières de Castelnau, dont la famille est toujours propriétaire.

## Description
Le château de style Louis XIII se présente sous la forme d'un corps de logis, haut de deux niveaux, surmontés d'un haut comble, et flanqué dans ses quatre angles, au niveau de l'étage d'une petite tourelle en encorbellement sur culot mouluré et auquel on a ajouté deux ailes en prolongement d'un seul niveau.

## Protection
Le site naturel constitué par le château et ses abords est classé en 1964
Les façades et toitures du château ; la terrasse et son mur de soutènement ; les façades et toitures des écuries ; la grande serre sont inscrites au titre des monuments historiques par arrêté du 24 février 1995.